# Пок чук
Пок чук (исп. poc chuc) — мексиканское блюдо из мяса, обычно свинины, маринованного в горьком апельсине, чесноке и перце, и обжаренного на углях на сковородке или гриле. Пок чук часто подают с рисом, маринованным луком, обжаренной фасолью, авокадо, редисом и томатным соусом под названием «чилтомате». Пок чук — одно из фирменных блюд Юкатана.
Термин poc chuc состоит из двух слов майя: poc, что означает «поджаривать», особенно на горячих углях, и chuc, что означает «уголь».
Хотя это блюдо считается традиционным блюдом майя, оно не существовало на Юкатане до прихода испанцев, т.к. свинина и апельсин не являются аутентичными для Юкатана продуктами и были привезены колонизаторами. Существует мнение, что пок чук был создан в середине XX века в городе Тикуль в популярном ресторане «Лос Альмендрос» .